# Nils Petter Molvær

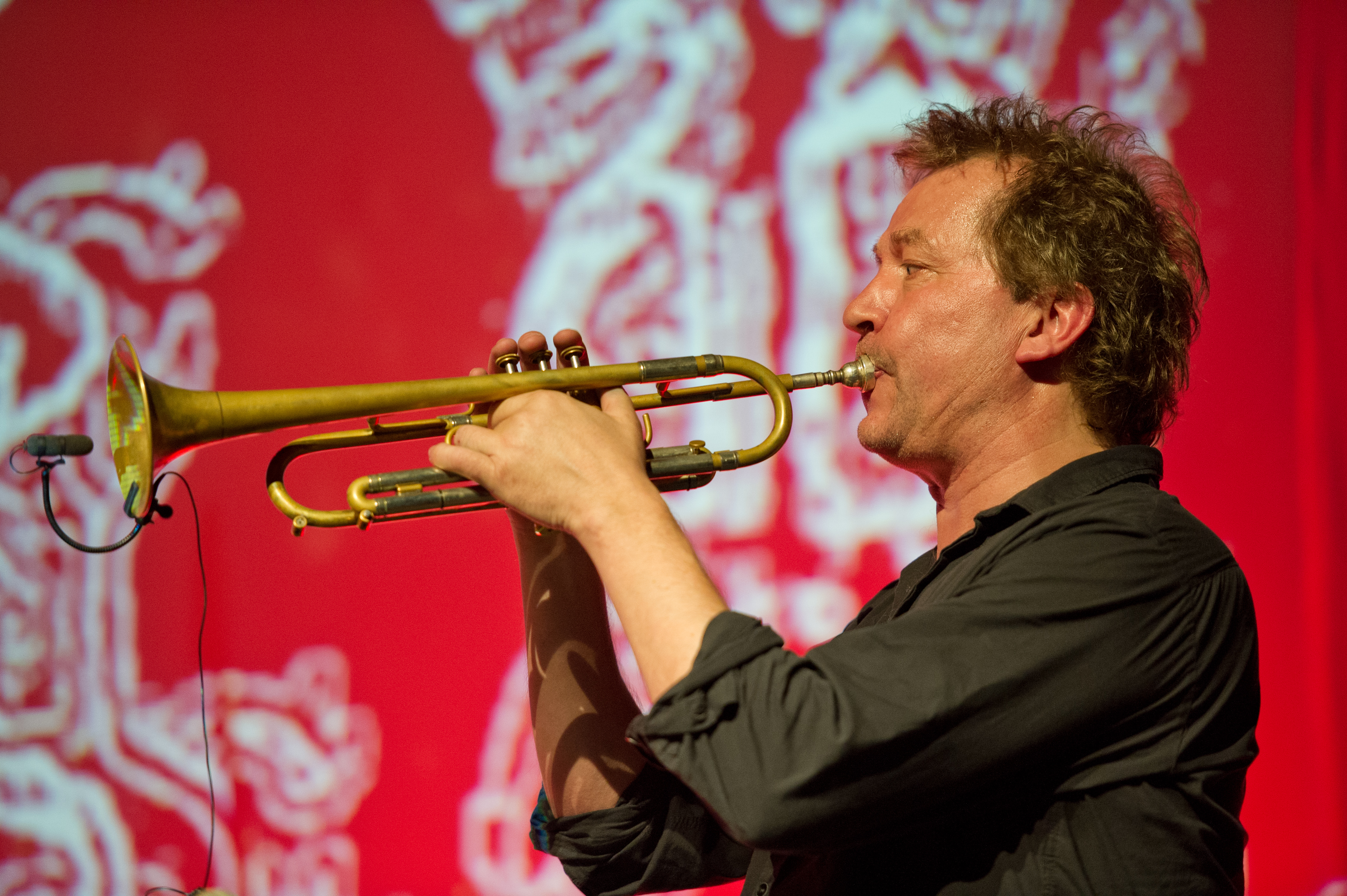
Nils Petter Molvær in der Centralstation (Darmstadt) 2012

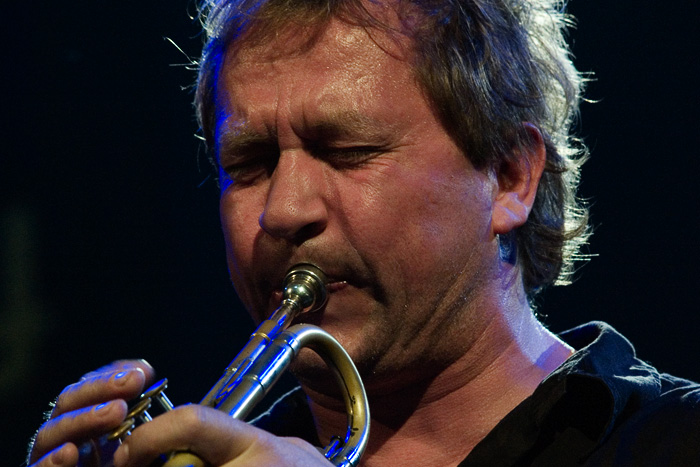
Nils Petter Molvær beim Moers Festival 2006

Nils Petter Molvær (* 18. September 1960 in Langevåg auf der Insel Sula, Norwegen) ist ein norwegischer Jazz-Trompeter und Musikproduzent. 

## Leben und Wirken
Molvær wurde an der norwegischen Westküste auf der kleinen Insel Sula als Sohn des Jazzmusikers Jens Arne Molvær geboren. Zu seinen musikalischen Vorbildern gehören Miles Davis, Don Cherry, Billie Holiday, Brian Eno, Jon Hassell, Joni Mitchell und Bill Laswell. Er wird als Pionier der Fusion von Jazz und elektronischer Musik betrachtet. 
Zu Beginn seiner Karriere spielte er in der von Jon Balke geleiteten Formation Oslo 13. Das gemeinsame Quintett mit Lotte Anker, Mette Petersen, Klavs Hovman und Ole Rømer veröffentlichte 1993 das Album Being bei Stunt Records. Einem breiten Publikum wurde er durch sein Debüt-Album Khmer (das 1997 beim Münchner Label ECM erschien) bekannt, auf dem Molvær sein ätherisches Spiel und seinen fiebrigen, heiseren Trompetenton wuchtigen elektronischen Beats gegenüberstellt. Khmer erhielt sehr viel Beachtung und hervorragende Kritiken; so bekam Molvær z. B. den Preis der Deutschen Schallplattenkritik und die amerikanische Zeitung L.A. Weekly ernannte Khmer zum Jazzalbum des Jahres 1998. Das Magazin Rolling Stone wählte das Album 2013 in seiner Liste Die 100 besten Jazz-Alben auf Platz 92.

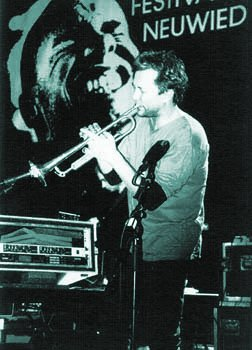
Nils Petter Molvær beim Jazzfestival in Neuwied 2001

Es folgten im Jahr 2000 das Album Solid Ether und im darauf folgenden Jahr das reine Remix-Album Recoloured, auf dem verschiedene Gastmusiker und DJs mitwirkten, darunter Bill Laswell und Funkstörung. 2002 wurde das Album NP3 und im Sommer 2004 Streamer veröffentlicht. Streamer erschien auf Molværs eigenem, neu gegründeten Label Sula. 2005 brachte Molvær dann mit ER ein weiteres Studioalbum heraus, auf dem neben ihm vor allem die Sängerinnen Sidsel Endresen und Elin Rosseland, aber auch Gitarrist Eivind Aarset und Pianist Magne Furuholmen (ehemals a-ha) wesentliche Akzente setzten.
Er hat auch die Musik zum deutschen Film Stratosphere Girl von M. X. Oberg geschrieben. 1998 bekam er den norwegischen Gammleng-Preis in der Jazz-Rubrik. 2003 wurde er mit dem Buddyprisen des norwegischen Jazzforums ausgezeichnet. Im Jahr 2021 erhielt Molvær gemeinsam mit Peter Brötzmann den Europäischen Filmpreis für die Musik in dem Historiendrama Große Freiheit.

## Diskografie
| Jahr | Titel       | Höchstplatzierung, Gesamtwochen, AuszeichnungChartplatzierungen (Jahr, Titel, Platzierungen, Wochen, Auszeichnungen, Anmerkungen) | Höchstplatzierung, Gesamtwochen, AuszeichnungChartplatzierungen (Jahr, Titel, Platzierungen, Wochen, Auszeichnungen, Anmerkungen) | Höchstplatzierung, Gesamtwochen, AuszeichnungChartplatzierungen (Jahr, Titel, Platzierungen, Wochen, Auszeichnungen, Anmerkungen) | Anmerkungen                                                                   |
| Jahr | Titel       | DE | AT | NO | Anmerkungen                                                                   |
| ---- | ----------- | --- | --- | --- | ----------------------------------------------------------------------------- |
| 1997 | Khmer       | DE— Gold (German Jazz Award)DE | — | NO23 (9 Wo.)NO | ausgezeichnet mit dem Jahrespreis der deutschen Schallplattenkritik 1998      |
| 2000 | Solid Ether | DE69 (2 Wo.)DE | — | NO3 (10 Wo.)NO |                                                                               |
| 2002 | NP3         | DE71 (2 Wo.)DE | — | NO12 (7 Wo.)NO |                                                                               |
| 2005 | ER          | — | — | NO8 (4 Wo.)NO |                                                                               |
| 2009 | Hamada      | — | — | NO18 (3 Wo.)NO |                                                                               |
| 2011 | Baboon Moon | — | — | NO13 (6 Wo.)NO |                                                                               |
| 2014 | Switch      | — | — | NO33 (1 Wo.)NO |                                                                               |
| 2016 | Buoyancy    | DE96 (1 Wo.)DE | — | — |                                                                               |
| 2018 | Nordub      | DE46 (1 Wo.)DE | AT57 (1 Wo.)AT | — | Sly & Robbie meets Nils Petter Molvær feat. Eivind Aarset und Vladislav Delay |
| 2021 | Stitches    | DE82 (1 Wo.)DE | — | — |                                                                               |

Weitere Alben
- 1995: Hastening Westward (mit Robyn Schulkowsky)
- 2001: Recoloured
- 2004: Streamer
- 2005: Remakes
- 2008: Re-Vision
- 2013: 1/1 (mit Moritz von Oswald)
- 2023: Certainty of Tides
- 2025: Khmer Live In Bergen